# Lista odcinków serialu Arrow
Poniżej znajduje się lista odcinków serialu telewizyjnego Arrow – emitowanego przez amerykańską stację telewizyjną  The CW od 10 października 2012 roku do 28 stycznia 2020 roku. Powstało 8 serii, które łącznie składają się z 170 odcinków. W Polsce sezony 1-3 zostały wyemitowane przez Universal Channel, począwszy od 15 października 2013. Premierowa emisja zakończyła się 14 czerwca 2015 roku.

## Przegląd serii
| Sezon | Sezon | Odcinki | Oryginalna emisja The CW | Oryginalna emisja The CW | Oryginalna emisja Universal Channel (serie 1-3)/ Netflix Polska (serie 4-8) | Oryginalna emisja Universal Channel (serie 1-3)/ Netflix Polska (serie 4-8) | Oryginalna emisja Universal Channel (serie 1-3)/ Netflix Polska (serie 4-8) |
| Sezon | Sezon | Odcinki | Premiera sezonu          | Finał sezonu             | Premiera sezonu                                                             | Finał sezonu                                                                |                                                                             |
| ----- | ----- | ------- | ------------------------ | ------------------------ | --------------------------------------------------------------------------- | --------------------------------------------------------------------------- | --------------------------------------------------------------------------- |
|       | 1     | 23      | 10 października 2012     | 15 maja 2013             | 15 października 2013                                                        | 14 stycznia 2014                                                            |                                                                             |
|       | 2     | 23      | 9 października 2013      | 14 maja 2014             | 18 lutego 2014                                                              | 15 lipca 2014                                                               |                                                                             |
|       | 3     | 23      | 8 października 2014      | 13 maja 2015             | 19 października 2014                                                        | 14 czerwca 2015                                                             |                                                                             |
|       | 4     | 23      | 7 października 2015      | 25 maja 2016             | 1 października 2016                                                         | 1 października 2016                                                         |                                                                             |
|       | 5     | 23      | 5 października 2016      | 24 maja 2017             | 5 października 2018                                                         | 5 października 2018                                                         |                                                                             |
|       | 6     | 23      | 12 października 2017     | 17 maja 2018             | 12 października 2019                                                        | 12 października 2019                                                        |                                                                             |
|       | 7     | 22      | 15 października 2018     | 13 maja 2019             | 15 października 2020                                                        | 15 października 2020                                                        |                                                                             |
|       | 8     | 10      | 15 października 2019     | 28 stycznia 2020         | 15 października 2021                                                        | 15 października 2021                                                        |                                                                             |

## Sezon 1 (2012−2013)
| N/o | #  | Tytuł                        | Polski tytuł            | Reżyseria       | Scenariusz                                       | Premiera (The CW)    | Premiera w Polsce (Universal Channel) |
| --- | -- | ---------------------------- | ----------------------- | --------------- | ------------------------------------------------ | -------------------- | ------------------------------------- |
| 1   | 1  | Pilot                        | Pilot                   | David Nutter    | Greg Berlanti, Marc Guggenheim, Andrew Kreisberg | 10 października 2012 | 15 października 2013                  |
| 2   | 2  | Honor Thy Father             | Czcij ojca swego        | David Barrett   | Greg Berlanti, Marc Guggenheim, Andrew Kreisberg | 17 października 2012 | 15 października 2013                  |
| 3   | 3  | Lone Gunmen                  | Samotny strzelec        | Guy Bee         | Greg Berlanti, Andrew Kreisberg, Marc Guggenheim | 24 października 2012 | 22 października 2013                  |
| 4   | 4  | An Innocent Man              | Niewinny człowiek       | Vince Misiano   | Moira Kirland Lana Cho                           | 31 października 2012 | 22 października 2013                  |
| 5   | 5  | Damaged                      | Urazy                   | Michael Schultz | Wendy Mericle Ben Sokolowski                     | 7 listopada 2012     | 29 października 2013                  |
| 6   | 6  | Legacies                     | Spuścizna               | John Behring    | Moira Kirland Marc Guggenheim                    | 14 listopada 2012    | 29 października 2013                  |
| 7   | 7  | Muse of Fire                 | Muza ognia              | Dawid Grossman  | Andrew Kreisberg, Geoff Johns, Marc Guggenheim   | 28 listopada 2012    | 5 listopada 2013                      |
| 8   | 8  | Vendetta                     | Vendetta                | Kenneth Fink    | Beth Schwartz Andrew Kreisberg                   | 5 grudnia 2012       | 5 listopada 2013                      |
| 9   | 9  | Year’s End                   | Koniec roku             | John Dahl       | Greg Berlanti, Marc Guggenheim, Andrew Kreisberg | 12 grudnia 2012      | 12 listopada 2013                     |
| 10  | 10 | Burned                       | Spalony                 | Eagle Egilsson  | Moira Kirland Ben Sokolowski                     | 16 stycznia 2013     | 12 listopada 2013                     |
| 11  | 11 | Trust But Verify             | Ufaj, ale sprawdzaj     | Nick Copus      | Gabrielle Stanton                                | 23 stycznia 2013     | 19 listopada 2013                     |
| 12  | 12 | Vertigo                      | Vertigo                 | Wendey Stanzler | Wendy Mericle Ben Sokolowski                     | 30 stycznia 2013     | 19 listopada 2013                     |
| 13  | 13 | Betrayal                     | Zdrada                  | Guy Bee         | Lana Cho Beth Schwartz                           | 6 lutego 2013        | 26 listopada 2013                     |
| 14  | 14 | The Odyssey                  | Odyseja                 | John Behring    | Greg Berlanti, Andrew Kreisberg, Marc Guggenheim | 13 lutego 2013       | 26 listopada 2013                     |
| 15  | 15 | Dodger                       | Złodziej zwany Dodgerem | Eagle Egilsson  | Beth Schwartz                                    | 20 lutego 2013       | 3 grudnia 2013                        |
| 16  | 16 | Dead to Rights               | Na celowniku            | Glen Winter     | Geoff Johns                                      | 27 lutego 2013       | 3 grudnia 2013                        |
| 17  | 17 | The Huntress Returns         | Powrót Łowczyni         | Guy Bee         | Jake Coburn Lana Cho                             | 20 marca 2013        | 10 grudnia 2013                       |
| 18  | 18 | Salvation                    | Zbawienie               | Nick Copus      | Drew Z. Greenberg Wendy Mericle                  | 27 marca 2013        | 10 grudnia 2013                       |
| 19  | 19 | Unfinished Business          | Niedokończone sprawy    | Michael Offer   | Bryan Q. Miller Lindsey Allen                    | 3 kwietnia 2013      | 17 grudnia 2013                       |
| 20  | 20 | Home Invasion                | Zbrodniczy zamiar       | Ken Fink        | Ben Sokolowski Beth Schwartz                     | 24 kwietnia 2013     | 17 grudnia 2013                       |
| 21  | 21 | The Undertaking              | Przedsięwzięcie         | Michael Shultz  | Jake Coburn Lana Cho                             | 1 maja 2013          | 7 stycznia 2014                       |
| 22  | 22 | Darkness on the Edge of Town | Mrok na skraju miasta   | John Behring    | Drew Z. Greenberg Wendy Mericle                  | 8 maja 2013          | 7 stycznia 2014                       |
| 23  | 23 | Sacrifice                    | Poświęcenie             | David Barrett   | Greg Berlanti, Marc Guggenheim, Andrew Kreisberg | 15 maja 2013         | 14 stycznia 2014                      |

## Sezon 2 (2013–2014)
Premierowy odcinek drugiego sezonu został wyemitowany 9 października 2013 roku.
| N/o | #  | Tytuł                    | Polski tytuł          | Reżyseria        | Scenariusz                                                   | Premiera (The CW)    | Premiera w Polsce (Universal Channel) |
| --- | -- | ------------------------ | --------------------- | ---------------- | ------------------------------------------------------------ | -------------------- | ------------------------------------- |
| 24  | 1  | City of Heroes           | Miasto bohaterów      | John Behring     | Greg Berlanti, Andrew Kreisberg, Marc Guggenheim             | 9 października 2013  | 18 lutego 2014                        |
| 25  | 2  | Identity                 | Tożsamość             | Nick Copus       | Ben Sokolowski Beth Schwartz                                 | 16 października 2013 | 25 lutego 2014                        |
| 26  | 3  | Broken Dolls             | Zepsute lalki         | Glen Winter      | Marc Guggenheim Keto Shimizu                                 | 23 października 2013 | 4 marca 2014                          |
| 27  | 4  | Crucible                 | Tygiel                | Eagle Egilsson   | Andrew Kreisberg Wendy Mericle                               | 30 października 2013 | 11 marca 2014                         |
| 28  | 5  | League of Assassins      | Liga zabójców         | Wendey Stanzler  | Jake Coburn Drew Z. Greenberg                                | 6 listopada 2013     | 18 marca 2014                         |
| 29  | 6  | Keep Your Enemies Closer | Wrogów trzymaj blisko | Guy Bee          | Ben Sokolowski Beth Schwartz                                 | 13 listopada 2013    | 25 marca 2014                         |
| 30  | 7  | State v. Queen           | Proces Moiry Queen    | Bethany Rooney   | Marc Guggenheim Drew Z. Greenberg                            | 20 listopada 2013    | 1 kwietnia 2014                       |
| 31  | 8  | The Scientist            | Naukowiec             | Michael Schultz  | Greg Berlanti, Andrew Kresiberg, Geoff Johns                 | 4 grudnia 2013       | 8 kwietnia 2014                       |
| 32  | 9  | Three Ghosts             | Trzy duchy            | John Behring     | Greg Berlanti, Andrew Kresiberg, Geoff Johns, Ben Sokolowski | 11 grudnia 2013      | 15 kwietnia 2014                      |
| 33  | 10 | Blast Radius             | Promień rażenia       | Rob Hardy        | Jake Coburn Keto Shimizu                                     | 15 stycznia 2014     | 22 kwietnia 2014                      |
| 34  | 11 | Blind Spot               | Ślepy punkt           | Glen Winter      | Wendy Mericle Beth Schwartz                                  | 22 stycznia 2014     | 29 kwietnia 2014                      |
| 35  | 12 | Tremors                  | Wstrząsy              | Guy Bee          | Marc Guggenheim Drew Z. Greenberg                            | 29 stycznia 2014     | 6 maja 2014                           |
| 36  | 13 | Heir to the Demon        | Potomstwo demonów     | Wendey Stanzler  | Jake Coburn                                                  | 5 lutego 2014        | 13 maja 2014                          |
| 37  | 14 | Time of Death            | Czas zgonu            | Nick Copus       | Wendy Mericle Beth Schwartz                                  | 26 lutego 2014       | 20 maja 2014                          |
| 38  | 15 | The Promise              | Obietnica             | Glen Winter      | Jake Coburn Ben Sokolowski                                   | 5 marca 2014         | 27 maja 2014                          |
| 39  | 16 | Suicide Squad            | Drużyna samobójców    | Larry Teng       | Keto Shimizu Bryan Q. Miller                                 | 19 marca 2014        | 3 czerwca 2014                        |
| 40  | 17 | Birds of Prey            | Drapieżne ptaki       | John Behring     | Mark Bemesderfer A.C. Bradley                                | 26 marca 2014        | 10 czerwca 2014                       |
| 41  | 18 | Deathstroke              | Deathstroke           | Guy Bee          | Marc Guggenheim Drew Z. Greenberg                            | 2 kwietnia 2014      | 17 czerwca 2014                       |
| 42  | 19 | The Man Under the Hood   | Człowiek w kapturze   | Jesse Warren     | Greg Berlanti, Geoff Johns, Andrew Kreisberg, Keto Shimizu   | 16 kwietnia 2014     | 24 czerwca 2014                       |
| 43  | 20 | Seeing Red               | Pomroczność           | Doug Aarniokoski | Wendy Mericle Beth Schwartz                                  | 23 kwietnia 2014     | 1 lipca 2014                          |
| 44  | 21 | City of Blood            | Triumf Blooda         | Michael Schultz  | Holly Harold                                                 | 30 kwietnia 2014     | 8 lipca 2014                          |
| 45  | 22 | Streets of Fire          | Ulice w ogniu         | Nick Copus       | Jake Coburn Ben Sokolowski                                   | 7 maja 2014          | 15 lipca 2014                         |
| 46  | 23 | Unthinkable              | Niemożliwy wybór      | John Behring     | Greg Berlanti Marc Guggenheim Andrew Kreisberg               | 14 maja 2014         | 15 lipca 2014                         |

## Sezon 3 (2014–2015)
13 lutego 2014 The CW oficjalnie zamówiła 3 sezon Arrow.
| 47                                                                                       | 1  | The Calm                            | Wyciszenie                           | Glen Winter      | Greg Berlanti Andrew Kreisberg Marc Guggenheim Jake Coburn     | 8 października 2014  | 19 października 2014 |
| 48                                                                                       | 2  | Sara                                | Sara                                 | Wendey Stanzler  | Jake Coburn Keto Shimizu                                       | 15 października 2014 | 26 października 2014 |
| 49                                                                                       | 3  | Corto Maltese                       | Corto Maltese                        | Stephen Surjik   | Erik Oleson Beth Schwartz                                      | 22 października 2014 | 2 listopada 2014     |
| 50                                                                                       | 4  | The Magician                        | Magik                                | John Behring     | Wendy Mericle Marc Guggenheim                                  | 29 października 2014 | 9 listopada 2014     |
| 51                                                                                       | 5  | The Secret Origin of Felicity Smoak | Tajemnicza przeszłość Felicity Smoak | Michael Schultz  | Ben Sokolowski Brian Ford Sullivan                             | 5 listopada 2014     | 16 listopada 2014    |
| 52                                                                                       | 6  | Guilty                              | Winny                                | Peter Leto       | Erik Oleson Keto Shimizu                                       | 12 listopada 2014    | 23 listopada 2014    |
| 53                                                                                       | 7  | Draw Back Your Bow                  | Napiąć łuk                           | Rob Hardy        | Wendy Mericle Beth Schwartz                                    | 19 listopada 2014    | 30 listopada 2014    |
| 54                                                                                       | 8  | The Brave and the Bold              | Dzielni i odważni                    | Jesse Warn       | Greg Berlanti Andrew Kreisberg Marc Guggenheim Grainne Godfree | 3 grudnia 2014       | 8 lutego 2015        |
| Odcinek jest drugą i ostatnią częścią crossoveru rozpoczętego w 8 odcinku serialu Flash. |    |                                     |                                      |                  |                                                                |                      |                      |
| 55                                                                                       | 9  | The Climb                           | Wspinaczka                           | Thor Freudenthal | Jake Coburn Keto Shimizu                                       | 10 grudnia 2014      | 15 lutego 2015       |
| 56                                                                                       | 10 | Left Behind                         | Osamotniona                          | Glen Winter      | Marc Guggenheim Erik Oleson                                    | 21 stycznia 2015     | 22 lutego 2015       |
| 57                                                                                       | 11 | Midnight City                       | Nocne miasto                         | Nick Copus       | Wendy Mericle Ben Sokolowski                                   | 28 stycznia 2015     | 1 marca 2015         |
| 58                                                                                       | 12 | Uprising                            | Bunt                                 | Jesse Warn       | Beth Schwartz Brian Ford Sullivan                              | 4 lutego 2015        | 15 marca 2015        |
| 59                                                                                       | 13 | Canaries                            | Kanarki                              | Michael Schultz  | Jake Coburn Emilio Ortega Aldrich                              | 11 lutego 2015       | 22 marca 2015        |
| 60                                                                                       | 14 | The Return                          | Powrót                               | Dermott Downs    | Marc Guggenheim Erik Oleson                                    | 18 lutego 2015       | 29 marca 2015        |
| 61                                                                                       | 15 | Nanda Parbat                        | Nanda Parbat                         | Gregory Smith    | Wendy Mericle Ben Sokolowski Erik Oleson                       | 25 lutego 2015       | 5 kwietnia 2015      |
| 62                                                                                       | 16 | The Offer                           | Oferta                               | Dermott Downs    | Beth Schwartz Brian Ford Sullivan                              | 18 marca 2015        | 12 kwietnia 2015     |
| 63                                                                                       | 17 | Suicidal Tendencies                 | Tendencje samobójcze                 | Jesse Warn       | Keto Shimizu                                                   | 25 marca 2015        | 19 kwietnia 2015     |
| 64                                                                                       | 18 | Public Enemy                        | Wróg publiczny                       | Dwight Little    | Marc Guggenheim Wendy Mericle                                  | 1 kwietnia           | 26 kwietnia 2015     |
| 65                                                                                       | 19 | Broken Arrow                        | Złamana Strzała                      | Doug Aarniokoski | Jake Coburn Ben Sokolowski Brian Ford Sullivan                 | 15 kwietnia 2015     | 10 maja 2015         |
| 66                                                                                       | 20 | The Fallen                          | Upadek                               | Antonio Negret   | Wendy Mericle Oscar Balderrama                                 | 22 kwietnia 2015     | 17 maja 2015         |
| 67                                                                                       | 21 | Al Sah-him                          | Al Sah-him                           | Thor Freudenthal | Beth Schwartz Brian Ford Sullivan Emilio Ortega Aldrich        | 29 kwietnia 2015     | 24 maja 2015         |
| 68                                                                                       | 22 | This Is Your Sword                  | Oto twój miecz                       | Wendey Stanzler  | Erik Oleson Ben Sokolowski Brian Ford Sullivan                 | 6 maja 2015          | 31 maja 2015         |
| 69                                                                                       | 23 | My Name is Oliver Queen             | Nazywam się Oliver Queen             | John Behring     | Greg Berlanti Andrew Kreisberg Marc Guggenheim Jake Coburn     | 13 maja 2015         | 14 czerwca 2015      |

## Sezon 4 (2015–2016)
11 stycznia 2015 roku ogłoszono, że stacja The CW zamówiła 4 sezon serialu.
| 70 | 1  | Green Arrow          | Green Arrow                     | Thor Freudenthal     | Greg Berlanti, Beth Schwartz, Marc Guggenheim, Wendy Mericle | 7 października 2015  | 1 października 2016 |
| 71 | 2  | The Candidate        | Kandydat                        | John Behring         | Marc Guggenheim, Keto Shimizu                                | 14 października 2015 | 1 października 2016 |
| 72 | 3  | Restoration          | Odrodzenie                      | Wendey Stanzler      | Wendy Mericle, Speed Weed                                    | 21 października 2015 | 1 października 2016 |
| 73 | 4  | Beyond Redemption    | Poza granicami odkupienia       | Lexi Alexander       | Beth Schwartz, Ben Sokolowski                                | 28 października 2015 | 1 października 2016 |
| 74 | 5  | Haunted              | Upiory przeszłości              | John Badham          | Brian Ford Sullivan, Oscar Balderrama                        | 4 listopada 2015     | 1 października 2016 |
| 75 | 6  | Lost Souls           | Zagubione dusze                 | Antonio Negret       | Beth Schwartz, Emilio Ortega Aldrich                         | 11 listopada 2015    | 1 października 2016 |
| 76 | 7  | Brotherhood          | Braterstwo                      | James Bamford        | Speed Weed, Keto Shimizu                                     | 18 listopada 2015    | 1 października 2016 |
| 77 | 8  | Legends of Yesterday | Legendy dnia wczorajszego       | Thor Freudenthal     | Greg Berlanti, Marc Guggenheim, Brian Ford Sullivan          | 2 grudnia 2015       | 1 października 2016 |
| Odcinek jest drugą i ostatnią częścią crossoveru rozpoczętego w 31 odcinku serialu Flash. Obie części uznawane są za początek serialu DC’s Legends of Tomorrow. |    |                      |                                 |                      |                                                              |                      |                     |
| 78 | 9  | Dark Waters          | Ponura zatoka                   | John Behring         | Wendy Mericle, Ben Sokolowski                                | 9 grudnia 2015       | 1 października 2016 |
| 79 | 10 | Blood Debts          | Krwawe porachunki               | Jesse Warn           | Oscar Balderrama, Sarah Tarkoff                              | 20 stycznia 2016     | 1 października 2016 |
| 80 | 11 | A.W.O.L.             | Nieusprawiedliwiona nieobecność | Charlotte Brändström | Brian Ford Sullivan, Emilio Ortega Aldrich                   | 27 stycznia 2016     | 1 października 2016 |
| 81 | 12 | Unchained            | Zrzucone okowy                  | Kevin Fair           | Speed Weed, Beth Schwartz                                    | 3 lutego 2016        | 1 października 2016 |
| 82 | 13 | Sins of the Father   | Grzechy ojca                    | Gordon Verheul       | Ben Sokolowski, Keto Shimizu                                 | 10 lutego 2016       | 1 października 2016 |
| 83 | 14 | Code of Silence      | Zmowa milczenia                 | James Bamford        | Wendy Mericle, Oscar Balderrama                              | 17 lutego 2016       | 1 października 2016 |
| 84 | 15 | Taken                | Uprowadzony                     | Gregory Smith        | Marc Guggenheim, Keto Shimizu, Brian Ford Sullivan           | 24 lutego 2016       | 1 października 2016 |
| 85 | 16 | Broken Hearts        | Złamane serca                   | John Showalter       | Rebecca Bellotto, Nolan Dunbar                               | 23 marca 2016        | 1 października 2016 |
| 86 | 17 | Beacon of Hope       | Światło nadziei                 | Michael Schultz      | Ben Sokolowski, Brian Ford Sullivan                          | 30 marca 2016        | 1 października 2016 |
| 87 | 18 | Eleven-Fifty-Nine    | 11:59                           | Rob Hardy            | Marc Guggenheim, Keto Shimizu                                | 6 kwietnia 2016      | 1 października 2016 |
| 88 | 19 | Canary Cry           | Płacz kanarka                   | Laura Belsey         | Wendy Mericle, Beth Schwartz                                 | 27 kwietnia 2016     | 1 października 2016 |
| 89 | 20 | Genesis              | Genesis                         | Gregory Smith        | Oscar Balderrama, Emilio Ortega Aldrich                      | 4 maja 2016          | 1 października 2016 |
| 90 | 21 | Monument Point       | Monument Point                  | Kevin Tancharoen     | Speed Weed, Jenny Lynn                                       | 11 maja 2016         | 1 października 2016 |
| 91 | 22 | Lost in the Flood    | Lost in the Flood               | Glen Winter          | Brian Ford Sullivan, Oscar Balderrama                        | 18 maja 2016         | 1 października 2016 |
| 92 | 23 | Schism               | Rozłam                          | John Behring         | Greg Berlanti, Wendy Mericle, Marc Guggenheim                | 25 maja 2016         | 1 października 2016 |

## Sezon 5 (2016–2017)
11 marca 2016 roku, stacja The CW ogłosiła przedłużenie serialu o 5 sezon
| 93 | 1  | Legacy                  | Spuścizna                    | James Bamford    | Greg Berlanti, Marc Guggenheim, Wendy Mericle | 5 października 2016  | 5 października 2018 |
| 94 | 2  | The Recruits            | Rekruci                      | James Bamford    | Speed Weed, Beth Schwartz                     | 12 października 2016 | 5 października 2018 |
| 95 | 3  | A Matter of Trust       | Kwestia zaufania             | Gregory Smith    | Ben Sokolowski, Emilio Ortega Aldrich         | 19 października 2016 | 5 października 2018 |
| 96 | 4  | Penance                 | Pokuta                       | Dermott Downs    | Brian Ford Sullivan, Oscar Balderrama         | 26 października 2016 | 5 października 2018 |
| 97 | 5  | Human Target            | Żywy Cel                     | Laura Belsey     | Oscar Balderrama, Sarah Tarkoff               | 2 listopada 2016     | 5 października 2018 |
| 98 | 6  | So It Begins            | Zaczyna się                  | John Behring     | Wendy Mericle, Brian Ford Sullivan            | 9 listopada 2016     | 5 października 2018 |
| 99 | 7  | Vigilante               | Mściciel                     | Gordon Verheul   | Ben Sokolowski, Emilio Ortega Aldrich         | 16 listopada 2016    | 5 października 2018 |
| 100 | 8  | Invasion!               | Inwazja                      | James Bamford    | Greg Berlanti, Marc Guggenheim, Wendy Mericle | 30 listopada 2016    | 5 października 2018 |
| Odcinek ten jest drugą częścią trzyodcinkowego crossoveru rozpoczętego w serialu Supergirl (odcinek 2x08 pt. Medusa), pomiędzy serialami Flash (odcinek 3x08 pt. Inwazja!, część pierwsza) oraz DC’s Legends of Tomorrow (odcinek 2x07 pt. Inwazja!, część trzecia). |    |                         |                              |                  |                                               |                      |                     |
| 101 | 9  | What We Leave Behind    | To, co po sobie pozostawiamy | Antonio Negret   | Wendy Mericle, Beth Schwartz                  | 7 grudnia 2016       | 5 października 2018 |
| 102 | 10 | Who Are You?            | Kim jesteś?                  | Gregory Smith    | Ben Sokolowski, Brian Ford Sullivan           | 25 stycznia 2017     | 5 października 2018 |
| 103 | 11 | Second Chances          | Drugie szanse                | Mark Bunting     | Speed Weed, Sarah Tarkoff                     | 1 lutego 2017        | 5 października 2018 |
| 104 | 12 | Bratva                  | Bratwa                       | Ben Bray         | Oscar Balderrama, Emilio Ortega Aldrich       | 8 lutego 2017        | 5 października 2018 |
| 105 | 13 | Spectre of the Gun      | Widmo broni                  | Kristin Windell  | Marc Guggenheim                               | 15 lutego 2017       | 5 października 2018 |
| 106 | 14 | The Sin-Eater           | Pożeracz grzechów            | Mary Lambert     | Barbara Bloom, Jenny Lynn                     | 22 lutego 2017       | 5 października 2018 |
| 107 | 15 | Fighting Fire with Fire | Zwalczanie ognia ogniem      | Michael Schultz  | Speed Weed, Ben Sokolowski                    | 1 marca 2017         | 5 października 2018 |
| 108 | 16 | Checkmate               | Szach-mat                    | Ken Shane        | Beth Schwartz, Sarah Tarkoff                  | 15 marca 2017        | 5 października 2018 |
| 109 | 17 | Kapiushon               | Kapiuszon                    | Kevin Tancharoen | Brian Ford Sullivan, Emilio Ortega Aldrich    | 22 marca 2017        | 5 października 2018 |
| 110 | 18 | Disbanded               | Rozwiązana drużyna           | J.J. Makaro      | Rebecca Bellotto                              | 29 marca 2017        | 5 października 2018 |
| 111 | 19 | Dangerous Liaisons      | Niebezpieczne związki        | Joel Novoa       | Speed Weed, Elizabeth Kim                     | 26 kwietnia 2017     | 5 października 2018 |
| 112 | 20 | Underneath              | Pod spodem                   | Wendey Stanzler  | Wendy Mericle, Beth Schwartz                  | 3 maja 2017          | 5 października 2018 |
| 113 | 21 | Honor Thy Fathers       | Czcij ojca swego             | Laura Belsey     | Marc Guggenheim, Sarah Tarkoff                | 10 maja 2017         | 5 października 2018 |
| 114 | 22 | Missing                 | Zaginieni                    | Mairzee Almas    | Speed Weed, Oscar Balderrama                  | 17 maja 2017         | 5 października 2018 |
| 115 | 23 | Lian Yu                 | Lian Yu                      | Jesse Warn       | Wendy Mericle, Marc Guggenheim                | 24 maja 2017         | 5 października 2018 |

## Sezon 6 (2017–2018)
8 stycznia 2017 roku, stacja The CW ogłosiła oficjalnie przedłużenie serialu o szósty sezon.
| 116 | 1  | Fallout                    | Konsekwencje               | James Bamford      | Marc Guggenheim, Wendy Mericle                                   | 12 października 2017 | 12 października 2019 |
| 117 | 2  | Tribute                    | Hołd                       | Laura Belsey       | Adam Schwartz, Marc Guggenheim, Beth Schwartz                    | 19 października 2017 | 12 października 2019 |
| 118 | 3  | Next of Kin                | Najbliżsi                  | Kevin Tancharoen   | Speed Weed, Oscar Balderrama                                     | 26 października 2017 | 12 października 2019 |
| 119 | 4  | Reversal                   | Zamiana                    | Gregory Smith      | Sarah Tarkoff, Emilio Ortega Aldrich                             | 2 listopada 2017     | 12 października 2019 |
| 120 | 5  | Deathstroke Returns        | Deathstroke powraca        | Joel Novoa         | Ben Sokolowski, Spiro Skentzos                                   | 9 listopada 2017     | 12 października 2019 |
| 121 | 6  | Promises Kept              | Dotrzymane obietnice       | Antonio Negret     | Oscar Balderrama, Rebecca Bellotto                               | 16 listopada 2017    | 12 października 2019 |
| 122 | 7  | Thanksgiving               | Święto Dziękczynienia      | Gordon Verheul     | Wendy Mericle, Speed Weed                                        | 23 listopada 2017    | 12 października 2019 |
| 123 | 8  | Crisis on Earth-X, Part 2  | Kryzys na Ziemi-X: część 2 | James Bamford      | Marc Guggenheim, Andrew Kreisberg, Wendy Mericle, Ben Sokolowski | 27 listopada 2017    | 12 października 2019 |
| Bohaterowie wspólnie zbierają się na ślubie Barry’ego i Iris, ale ceremonia zostaje przerwana przez złoczyńców z Ziemi-X. Green Arrow, Flash, Supergirl i White Canary wspólnie przewodzą swoimi drużynami by pokonać najeźdźców. Goście specjalni: Grant Gustin jako Barry Allen/Flash; Melissa Benoist jako Kara Danvers/Supergirl oraz Overgirl; Caity Lotz jako Sara Lance/White Canary; Victor Garber jako Martin Stein/Firestorm; Franz Drameh jako Jefferson Jackson/Firestorm; Chyler Leigh jako Alex Danvers; Candice Patton jako Iris West; Danielle Panabaker jako Caitlin Snow/Killer Frost; Tom Cavanagh jako Harry Wells oraz Eobard Thawne/Reverse-Flash; Dominic Purcell jako Mick Rory/Heat Wave; Colin Donnell jako Tommy Merlyn/Prometheus Nieobecni: Katie Cassidy; Willa Holland; David Ramsey; Paul Blackthorne Odcinek jest drugą częścią czteroodcinkowego crossoveru pomiędzy serialami Supergirl (odcinek 3x08, część pierwsza), Flash (odcinek 4x08, część trzecia) oraz DC’s Legends of Tomorrow (odcinek 3x08, część czwarta). |    |                            |                            |                    |                                                                  |                      |                      |
| 124 | 9  | Irreconcilable Differences | Różnice nie do pogodzenia  | Antonio Negre      | Oscar Balderrama, Rebecca Bellotto                               | 7 grudnia 2017       | 12 października 2019 |
| 125 | 10 | Divided                    | Niezgoda                   | James Bamford      | Ben Sokolowski, Emilio Ortega Aldrich                            | 18 stycznia 2018     | 12 października 2019 |
| 126 | 11 | We Fall                    | Upadek                     | Wendey Stanzler    | Speed Weed, Spiro Skentzos                                       | 25 stycznia 2018     | 12 października 2019 |
| 127 | 12 | All for Nothing            | Na próżno                  | Mairzee Almas      | Beth Schwartz, Oscar Balderrama                                  | 1 lutego 2018        | 12 października 2019 |
| 128 | 13 | The Devil’s Greatest Trick | Najlepsza sztuczka diabła  | JJ Makaro          | Sarah Tarkoff, Emilio Ortega Aldrich                             | 8 lutego 2018        | 12 października 2019 |
| 129 | 14 | Collision Course           | Kurs kolizyjny             | Ken Shane          | Oscar Balderrama, Rebecca Bellotto                               | 1 marca 2018         | 12 października 2019 |
| 130 | 15 | Doppelganger               | Sobowtór                   | Kristin Windell    | Christos Gage, Ruth Fletcher Gage, Speed Weed                    | 8 marca 2018         | 12 października 2019 |
| 131 | 16 | The Thanatos Guild         | Gildia Tanatosa            | Joel Novoa         | Beth Schwartz, Ben Sokolowski                                    | 29 marca 2018        | 12 października 2019 |
| 132 | 17 | Brothers in Arms           | Test braterstwa            | Mark Bunting       | Sarah Tarkoff, Jeane Wong                                        | 5 kwietnia 2018      | 12 października 2019 |
| 133 | 18 | Fundamentals               | Podstawy                   | Ben Bray           | Speed Weed, Emilio Ortega Aldrich                                | 12 kwietnia 2018     | 12 października 2019 |
| 134 | 19 | The Dragon                 | Smok                       | Gordon Verheul     | Spiro Skentzos, Elizabeth Kim                                    | 19 kwietnia 2018     | 12 października 2019 |
| 135 | 20 | Shifting Allegiances       | Zmiana lojalności          | Alexandra La Roche | Wendy Mericle, Rebecca Bellotto                                  | 26 kwietnia 2018     | 12 października 2019 |
| 136 | 21 | Docket No. 11-19-41-73     | Sprawa 11-19-41-73         | Andi Armaganian    | Marc Guggenheim, Ubah Mohamed, Tyron B. Carter                   | 3 maja 2018          | 12 października 2019 |
| 137 | 22 | The Ties That Bind         | Silne więzy                | Tara Miele         | Ben Sokolowski, Oscar Balderrama                                 | 10 maja 2018         | 12 października 2019 |
| 138 | 23 | Life Sentence              | Dożywocie                  | James Bamford      | Wendy Mericle, Marc Guggenheim                                   | 17 maja 2018         | 12 października 2019 |

## Sezon 7 (2018–2019)
2 kwietnia 2018 roku, stacja The CW ogłosiła oficjalnie przedłużenie serialu o siódmy sezon.
| 139 | 1  | Inmate 4587              | Więzień 4587              | James Bamford     | Beth Schwartz, Oscar Balderrama             | 15 października 2018 | 15 października 2020 |
| 140 | 2  | The Longbow Hunters      | Łowcy                     | Laura Belsey      | Jill Blankenship, Rebecca Bellotto          | 22 października 2018 | 15 października 2020 |
| 141 | 3  | Crossing Lines           | Przekroczyć granice       | Gordon Verheul    | Onalee Hunter, Sarah Tarkoff                | 29 października 2018 | 15 października 2020 |
| 142 | 4  | Level Two                | Poziom drugi              | Ben Bray          | Emilio Ortega Aldrich, Tonya Kong           | 5 listopada 2018     | 15 października 2020 |
| 143 | 5  | The Demon                | Demon                     | Mark Bunting      | Benjamin Raab, Deric A. Hughes              | 12 listopada 2018    | 15 października 2020 |
| 144 | 6  | Due Process              | Rzetelny proces           | Kristin Windell   | Tonya Kong, Sarah Tarkhoff                  | 19 listopada 2018    | 15 października 2020 |
| Slabside staje się dużo bardziej niebezpieczne kiedy strażnik zostaje zamordowany i wszyscy są podejrzani. Felicity otrzymuje pomoc od niespodziewanej osoby podczas swojej pogoni za Diazem, a Laurel próbuje swoich sił jako prokurator by pomóc Oliverowi. |    |                          |                           |                   |                                             |                      |                      |
| 145 | 7  | The Slabside Redemption  | Skazani na Slabside       | James Bamford     | Jil Blankenship, Rebecca Bellotto           | 26 listopada 2018    | 15 października 2020 |
| Oliver dokonuje wyboru, który może zmienić jego całe dotychczasowe życie, a także życia tych na których mu zależy. |    |                          |                           |                   |                                             |                      |                      |
| 146 | 8  | Unmasked                 | Bez maski                 | Alexandra LaRoche | Beth Schwartz, Oscar Balderrama             | 3 grudnia 2018       | 15 października 2020 |
| Felicity opiera się na ostatecznych decyzjach dotyczących jej rodziny. Tymczasem Lyla i Diggle nadal oglądają obraz Dantego znaleziony przez Curtisa. Gościnnie: Audrey Marie Anderson jako Lyla Michaels |    |                          |                           |                   |                                             |                      |                      |
| 147 | 9  | Elseworlds, Part 2       | Elseworlds: Druga godzina | James Bamford     | Marc Guggenheim                             | 10 grudnia 2018      | 15 października 2020 |
| Gocie specjalni: Grant Gustin jako Barry Allen/Green Arrow; Melissa Benoist jako Kara Danvers/Supergirl; Tyler Hoechlin jako John Deegan/Superman; Danielle Panabaker jako Caitlin Snow/Killer Frost; Carlos Valdes jako Cisco Ramon; John Wesley Shipp jako Barry Allen/Flash; Ruby Rose jako Kate Kane/Batwoman; Tom Cavanagh jako Eobard Thawne/Reverse Flash; John Barrowman jako Malcolm Merlyn/Dark Archer Gościnnie: Bob Frazer jako Roger Hayden/Psycho Pirate; Liam Hall jako Joe Wilson; LaMonica Garrett jako Mar Novu/The Monitor; Jeremy Davies jako John Deegan; Cassandra Jean Amell jako Nora Fries Nieobecni: Katie Cassidy jako Laurel Lance; Rick Gonzalez jako Rene Ramirez; Juliana Harkavy jako Dinah Drake; Colton Haynes jako Roy Harper Nota: Odcinek jest drugą częścią crossoveru rozpoczętego w dziewiątym odcinku piątego sezonu serialu Flash, a zakończy się w dziewiątym odcinku czwartego sezonu serialu Supergirl |    |                          |                           |                   |                                             |                      |                      |
| 148 | 10 | Shattered Lives          | Nazywam się Emiko Queen   | Andi Armaganian   | Benjamin Raab, Deric A. Hughes              | 21 stycznia 2019     | 15 października 2020 |
| 149 | 11 | Past Sins                | Grzechy przeszłości       | David Ramsey      | Onalee Huner Hughes, Tonya Kong             | 28 stycznia 2019     | 15 października 2020 |
| Nieobecni: Colton Haynes jako Roy Harper; Rick Gonzalez jako Rene Ramirez |    |                          |                           |                   |                                             |                      |                      |
| 150 | 12 | Emerald Archer           | Emerald Archer            | Glen Winter       | Marc Guggenheim, Emilio Ortega Aldrich      | 4 lutego 2019        | 15 października 2020 |
| Oliver i jego drużyna są gośćmi reality show. Kamera podąża za bohaterami by pokazać jak ważny dla miasta jest Green Arrow. Oliver musi się także zmierzyć z powrotem Williama oraz nowym zagrożeniem dla miasta. Gośce specjalni: Grant Gustin jako Barry Allen; Willa Holland jako Thea Queen; Paul Blackthorne jako Quentin Lance; Caity Lotz jako Sara Lance Gościnnie: Katherine McNamara jako Mia Smoak; Joe Dinicol jako Rory Regan; Bex Taylor-Klaus jako Cindy "Sin" Simone; Laara Sadiq jako Emily Pollard; Venus Terzo jako dr Elisa Schwartz; Joseph David-Jones jako Connor Hawke |    |                          |                           |                   |                                             |                      |                      |
| 151 | 13 | Star City Slayer         | Morderca ze Star City     | Gregory Smith     | Beth Schwartz, Jill Blankenship             | 11 lutego 2019       | 15 października 2020 |
| Oliver i Felicity są zawiedzeni, gdy odkrywają, że William coś przed nimi ukrywa. By skupić się na rodzinie, Oliver pozostawia obowiązki Green Arrowa w tyle i pozwala drużynie zmierzyć się z seryjnym mordercą. Gościnnie: Katherine McNamara jako Mia Smoak; Ben Lewis jako older William Clayton; Andrea Sixtos jako older Zoe Ramirez; Joseph David-Jones jako Connor Hawke; Patrick Sabongui jako David Singh; Brendan Fletcher jako Stanley Dover/Star City Slayer Nieobecni: Katie Cassidy jako Laurel Lance; Sea Shimooka jako Emiko Queen; Kirk Acevedo jako Ricardo Diaz |    |                          |                           |                   |                                             |                      |                      |
| 152 | 14 | Brothers & Sisters       | Bracia i siostry          | Marcus Stokes     | Rebecca Bellotto, Jeane Wong                | 4 marca 2019         | 15 października 2020 |
| 153 | 15 | Training Day             | Szkolenie                 | Ruba Nadda        | Emilio Ortega Aldrich, Rebecca Rosenberg    | 11 marca 2019        | 15 października 2020 |
| 154 | 16 | Star City 2040           | Star City 2040            | James Bamford     | Beth Schwartz, Oscar Balderrama             | 18 marca 2019        | 15 października 2020 |
| 155 | 17 | Inheritance              | Scheda                    | Patia Prouty      | Sarah Tarkoff, Elizabeth Kim                | 25 marca 2019        | 15 października 2020 |
| 156 | 18 | Lost Canary              | Zaginiony kanarek         | Kristin Windell   | Jill Blankenship, Elisa Delson              | 15 kwietnia 2019     | 15 października 2020 |
| 157 | 19 | Spartan                  | Spartanin                 | Avi Youabian      | Benjamin Raab, Deric A. Hughes              | 22 kwietnia 2019     | 15 października 2020 |
| 158 | 20 | Confessions              | Wyznania                  | Tara Miele        | Onalee Hunter Hughes, Emilio Ortega Aldrich | 29 kwietnia 2019     | 15 października 2020 |
| 159 | 21 | Living Proof             | Żywy dowód                | Gordon Verheul    | Oscar Balderrama, Sarah Tarkoff             | 6 maja 2019          | 15 października 2020 |
| 160 | 22 | You Have Saved This City | Ocaliłeś to miasto        | James Bamford     | Beth Schwartz, Rebecca Bellotto             | 13 maja 2019         | 15 października 2020 |

## Sezon 8 (2019–2020)
| 161 | 1  | Starling City                                                   | Starling City                                      | James Bamford         | Beth Schwartz, Marc Guggenheim                                     | 15 października 2019 | 15 października 2021 |
| Oliver powraca do Starling City gdzie spotyka znajome twarze. Tymczasem drużyna Mii musi stawić czoła nowemu zagrożeniu. Goście specjalni: Susanna Thompson jako Moira Queen; John Barrowman jako Malcolm Merlyn; Josh Segarra jako Adrian Chase/The Hood; Colin Donnell jako Tommy Merlyn/Dark Archer Gościnnie: Andrea Sixtos jako dorosła Zoe Ramirez; Charlie Barnett jako dorosły John Diggle, Jr./Deathstroke |    |                                                                 |                                                    |                       |                                                                    |                      |                      |
| 162 | 2  | Welcome to Hong Kong                                            | Witamy w Hongkongu                                 | Antonio Negret        | Jill Blankenship, Sarah Tarkoff                                    | 22 października 2019 | 15 października 2021 |
| 163 | 3  | Leap of Faith                                                   | Każdy dokonuje własnych wyborów                    | Katie Cassidy Rodgers | Emilio Ortega Aldrich, Elizabeth Kim                               | 29 października 2019 | 15 października 2021 |
| 164 | 4  | Present Tense                                                   | Po co z tym czekać?                                | Kristin Windell       | Oscar Balderrama, Jeane Wong                                       | 5 listopada 2019     | 15 października 2021 |
| 165 | 5  | Prochnost                                                       | Prochnost, czyli siła                              | Laura Belsey          | Benjamin Raab, Deric A. Hughes                                     | 19 listopada 2019    | 15 października 2021 |
| 166 | 6  | Reset                                                           | Reset                                              | David Ramsey          | Onalee Hunter Hughes, Maya Houston                                 | 26 listopada 2019    | 15 października 2021 |
| 167 | 7  | Purgatory                                                       | Czyściec                                           | James Bamford         | Rebecca Bellatto, Rebecca Rosenberg                                | 3 grudnia 2019       | 15 października 2021 |
| 168 | 8  | Crisis on Infinite Earths: Part Four                            | Kryzys na Nieskończonych Ziemiach: Czwarta godzina | Glen Winter           | Marc Guggenheim, Marv Wolfman                                      | 14 stycznia 2020     | 15 października 2021 |
| Uwięzieni w Vanishing Point, bohaterowie szukają drogi ucieczki. Nadzieja pojawia się w postaci Olivera Queena. Goście specjalni: Grant Gustin jako Barry Allen/Flash; Caity Lotz jako Sara Lance/Canary/White Canary; Ruby Rose jako Kate Kane/Batwoman; Melissa Benoist jako Kara Danvers/Supergirl; Brandon Routh jako Ray Palmer; Tyler Hoechlin jako Superman oraz John Deegan; David Harewood jako J'onn J'onzz/Martian Manhunter; Elizabeth Tulloch jako Lois Lane; Jon Cryer jako Lex Luthor; Ezra Miller jako Barry Allen/Flash Gościnnie: Osric Chau jako Ryan Choi; Stephen Lobo jako Jim Corrigan; Melanie Merkosky jako Xneen Nieobecni: Rick Gonzalez; Juliana Harkavy; Katherine McNamara; Ben Lewis; Joseph David-Jones Odcinek jest czwartą częścią pięcioodcinkowego crossoveru "Crisis on Infinite Earths" pomiędzy serialami Supergirl (odcinek 5x09, część pierwsza), Batwoman (odcinek 1x09, część druga), Flash (odcinek 6x09, część trzecia) oraz DC’s Legends of Tomorrow (sezon 5 – odcinek specjalny, część piąta). Do wydarzeń zawartych w crossoverze nawiązuje również serial Black Lightning (odcinek 3x09), którego niektórzy bohaterowie występują w crossoverze, pomimo iż serial nie należy do tego samego uniwersum (Arrowverse). |    |                                                                 |                                                    |                       |                                                                    |                      |                      |
| 169 | 9  | Green Arrow and the Canaries również jako: Livin' in the Future | Zielona strzała i Kanarki                          | James Bamford         | Beth Schwartz, Marc Guggenheim, Jill Blankenship, Oscar Balderrama | 21 stycznia 2020     | 15 października 2021 |
| 170 | 10 | Fadeout                                                         | Grzbiet                                            | James Bamford         | Marc Guggenheim, Beth Schwartz                                     | 28 stycznia 2020     | 15 października 2021 |
| Przyjaciele Oliver zbierają się wspólnie na jego pogrzebie. Goście specjalni: Grant Gustin jako Barry Allen; Melissa Benoist jako Kara Danvers; Caity Lotz jako Sara Lance/White Canary; Willa Holland jako Thea Queen/Speedy; Colton Haynes jako Roy Harper/Arsenal; Paul Blackthorne jako Quentin Lance; Colin Donnell jako Tommy Merlyn; Emily Bett Rickards jako Felicity Smoak; Echo Kellum jako Curtis Holt/Mr. Terrific; Susanna Thompson jako Moira Queen; Sea Shimooka jako Emiko Queen Gościnnie: Audrey Marie Anderson jako Lyla Michaels; David Nykl jako Anatoly Knyazev; Katrina Law jako Nyssa al Ghul; Lexa Doig jako Talia al Ghul; Joe Dinicol jako Rory Regan/Ragman; Jack Moore jako William Clayton Nieobecni: Ben Lewis; Joseph David-Jones |    |                                                                 |                                                    |                       |                                                                    |                      |                      |

## Odcinki specjalne
| N/o | Tytuł                | Narrator       | Wyemitowany pomiędzy                                                                                 | Premiera            | Premiera w Polsce |
| --- | -------------------- | -------------- | --- | ------------------- | ----------------- |
| S1  | Year One             | John Barrowman | Sacrifice (Poświęcenie) – sezon 1, odcinek 23 City of Heroes (Miasto bohaterów) – sezon 2, odcinek 1 | 2 października 2013 | nieemitowany      |
| S2  | Hitting the Bullseye | -              | Green Arrow and the Canaries - sezon 8, odcinek 9 Fadeout - sezon 8, odcinek 10                      | 28 stycznia 2020    | nieemitowany      |